# 이탄 (시인)
이탄(李炭, 본명: 김형필, 1940년 10월 20일 ~ 2010년 7월 29일)은 대한민국의 시인이다.

## 생애
이탄은 1940년 어머니의 친가인 대전에서 아버지 김홍권과 어머니 서인석 사이에서 장남으로 출생했다. 유년기에는 서울에서 살다가 1951년 1·4 후퇴 때 가족이 부산으로 피난 가게 되어 10세 이후 소년기는 부산에서 보냈다. 등록금 마련이 어려워서 대학 입학을 포기하고 있었던 이탄 시인은 어떻게 등록금을 마련해 한국외국어대학교 영어과에 입학하고, ‘대학시학회’라는 문학회 모임에 참여했다. 당시 시인은 어두운 주제에 냉소적인 시들을 썼다. 그러나 1963년 대학을 졸업한 이후 냉소적이고 우울에 젖은 어휘들을 버리기로 마음먹고 시를 쓰기 시작했는데, 이때 쓴 시 중 하나가 1964년 ≪동아일보≫ 신춘문예에 당선한 ＜바람 불다＞다. 이때부터 ‘이탄’이란 필명을 사용했다.
이탄 시인은 대학을 졸업하자마자 직장에 들어갔다. 1963년 1월에서 1969년 5월까지 대한교과서 주식회사 편집부에서 일했고 월간 ≪새소년≫ 편집장을 맡았다. 1969년 5월에서 1970년 5월까지 사이에는 여원사 주간 TV가이드 편집부장을 지냈다. 1970년 5월에서 1975년 4월까지 서울신문사 편집2국 편집부장, 1975년 5월에서 1980년 8월까지 저축 추진위원회 차장을 역임했다. 그런데 이 시기에는 학문에 뜻을 두어 1975년 3월에서 1977년 2월까지 단국대학교 대학원 국문과(문학석사)에서 수학했으며 1980년 9월에 한양대학교 대학원 국문과 박사 과정에 입학해 1985년 8월에 박사 논문 ＜박목월 시 연구＞를 발표하고 졸업했다. 1977년 9월부터 대학 강사를 시작했고 1982년에는 한국외국어대학교 사범대학 한국어교육과 부교수로 부임해 2005년 정년퇴임 때까지 대학교수이자 시인의 삶을 살았다. 시인이 출간한 학술 성격의 저서는 ≪현대시와 상징≫(1982), ≪높이 날기≫(1983), ≪박목월 시 연구≫(1988), ≪현대시 작법≫(1990), ≪한국의 대표 시인론≫(1996), ≪한국 대표 시인 연구≫(1998) 등이 있다.
이탄 시인은 등단한 이후 꾸준히 시를 발표했다. 2010년 작고 전까지 시인은 모두 시집 12권과 시선집 4권을 펴냈다. 그는 등단한 후 3년 만인 1967년, 첫 시집 ≪바람 불다≫(장문사)를 상재했다. 이 시집의 서문은 당시 ≪현대문학≫ 주간이었던 조연현 평론가가 썼다. ≪바람 불다≫가 출간된 직후인 1968년에는 역시 조연현이 서문을 쓴 시집 ≪소등(消燈)≫을 현대문학사에서 출간했다(사실 이 시집에 실린 ‘소등 연작’은 ≪바람 불다≫의 시편들을 쓰면서 동시에 쓴 것들이라고 한다. 따로 한 책으로 꾸미기 위해 그 ‘소등 연작’을 ≪바람 불다≫에는 싣지 않았던 것이다). 이 시집 ≪소등≫으로 이탄 시인은 제3회 월탄문학상을 수상했다.
1973년에 강도희 여사와 결혼한 시인은 성실한 직장인으로 생활해 나갔다. 그리고 두 번째 시집이 출간된 지 7년 만인 1975년에 제3시집 ≪줄 풀기≫(어문각)를 상재했다. 이후 시인은 시작(詩作)에 더욱 정진해 1979년에 시집 ≪옮겨 앉지 않는 새≫(문학예술사)를, 1983년에는 다섯 번째 시집 ≪대장간 앞을 지나며≫(민족문화사)를 펴냈다. 이 다섯 번째 시집으로 1984년 제16회 한국시인협회상을 수상했다. 1986년에는 시인의 시업을 중간 결산하는 성격을 가진 ≪잠들기 전에≫(고려원)를 펴내기도 했다.
이탄 시인은 꾸준한 시작(詩作)과 적극적인 문단 활동을 병행했다. 등단하자마자 일간 신문 신춘문예 당선 시인들의 모임인 신춘시 동인에 가담해 활동하기 시작했다. 1967년에서 1968년까지 권오운, 김광협, 이성부, 최하림 등과 ‘시학’ 동인에 가담했고, 1975년에는 ‘손과 손가락’ 동인을 결성해서 주재했다. 또한 1979년부터 1982년 사이에 민예극단과 함께 강우식, 정진규, 이건청, 김후란, 이근배, 허영자, 김종해와 함께 ‘현대시를 위한 실험무대’라는 명칭으로 시극을 공연했다. 그리고 1980년에는 한국시인협회 사무국장으로 일했다.
그런데 1987년 1월, 생각지 못한 시련이 닥쳤다. 중풍을 맞고 쓰러져 수개월 동안 병원에 입원해야 했던 것이다. 병원에서는 회복하기 힘들다고까지 했지만, 시인은 의식을 회복하고 처음부터 다시 배우듯이 우리말과 글을 익히며 기억을 복원했다. 기독교인이었던 시인은 투병 생활 속에서 신앙심이 더욱 굳건해졌다고 한다. 퇴원 직후 상재한 시집 ≪미류나무는 그냥 그대로지만≫(문학과비평사, 1988)에는 입원 생활에 대해 쓴 시편들이 실려 있는데, 이 시편들에서 병마를 극복하고자 하는 시인의 눈물겨운 고투를 볼 수 있다. 같은 해에 시선집 ≪약속≫(문학사상사)과 ≪꽃은 깊은 밤 홀로≫(종로서적)를 펴냈고, 제3회 동서문학상을 수상했다.
퇴원 이후에도 병에서 완전히 회복하지는 못해서 말하기가 부자연스러웠지만, 시인은 시 쓰기에 더욱 몰두해 예전보다 시를 더 많이 썼다. ≪철마의 꿈≫(영언문화사, 1990), 자작시 해설 시선집 ≪한 잔 가득 별을 부어 마셨다≫(스포츠서울, 1991), ≪당신은 꽃≫(문학아카데미, 1993), ≪반쪽의 님≫(문학세계사, 1996), ≪윤동주의 빛≫(문학아카데미, 1999), ≪혼과 한잔≫(문학세계사, 1999) 등 10여 년 동안 신작 시집 5권과 시선집 1권을 출간하는 저력을 보여 주었던 것이다. 또한 1993년에는 제6회 기독교문화대상을 수상했고, 2000년에는 ＜나무토막＞이라는 시로 제8회 공초문학상을 수상했다. 또 ≪미네르바≫라는 문학잡지를 직접 창간했다.
2003년에 다시 쓰러지고 건강이 악화되지만, 이때에도 병마를 이겨 내서 2005년에는 무사히 정년퇴임했다. 2007년 ≪미네르바≫ 27호를 끝으로 잡지 운영에서 물러나 문효치 시인에게 운영권을 넘겼다. 2009년에는 시인이 생전에 마지막으로 펴낸 시집인 ≪동네 아저씨≫(학이원)를 발간했다. 그러나 암이 발견되었고 암 수술을 받아야 했다. 역시 꿋꿋하게 투병했지만, 2010년 7월 29일, 향년 70세로 이 세상을 떠났다. 다음 해인 2011년, 이탄 시인의 친구들은 이탄 사후 1주기를 맞아 한지에 활판으로 인쇄하고 수제본인 ≪별과 함께 살다—이탄 시선집≫(시월)을 출간했다.

## 수상
- 1968년 월탄문학상
- 2000년 공초문학상